# Chaplin (film)
Chaplin er en amerikansk biografisk film fra 1992 om skuespilleren Charlie Chaplins liv, instrueret og produceret af Richard Attenborough og med Robert Downey Jr. i titelrollen. Filmen blev nomineret til tre Oscars; for bedste mandlige hovedrolle, bedste soundtrack og bedste scenografi. Udover Downey Jr., medvirkede bl.a. Anthony Hopkins, Dan Aykroyd, Penelope Ann Miller, James Woods og Kevin Kline.

## Medvirkende
- Robert Downey Jr.
- Geraldine Chaplin
- Paul Rhys
- John Thaw
- Moira Kelly
- Anthony Hopkins
- Dan Aykroyd
- Marisa Tomei
- Penelope Ann Miller
- Kevin Kline
- Matthew Cottle
- James Woods
- David Duchovny

## Modtagelse

### Priser og nomineringer
- Oscars (uddelt 1993)
  - Oscar for bedste mandlige hovedrolle (Robert Downey Jr.)
  - Oscar for bedste scenografi (Stuart Craig og Chris Butler)
  - Oscar for bedste soundtrack (John Barry)

- Golden Globe Awards (uddelt 1993)
  - Bedste mandlige hovedrolle (Robert Downey Jr.)
  - Bedste soundtrack (John Barry)
  - Bedste kvindelige birolle (Geraldine Chaplin)

## Ekstern henvisning
- Chaplin på Internet Movie Database (engelsk)
- Chaplin på Filmdatabasen
- Chaplin på Scope
- Chaplin på AlloCiné (fransk)
- Chaplin på MovieMeter (nederlandsk)
- Chaplin på AllMovie (engelsk)
- Chaplin hos American Film Institute (engelsk)
- Chaplins profil hos Encyclopædia Britannica Online (engelsk)
- Chaplin på Turner Classic Movies (engelsk)
- Chaplin på The Movie Database (engelsk)

1. ↑  Navnet er anført på engelsk og stammer fra Wikidata hvor navnet endnu ikke findes på dansk.